# Абботт, Джордж
Джордж Бенедикт Абботт (англ. George Benedict Abbott; род. 17 августа 2005, Ислингтон, Большой Лондон) — английский футболист, полузащитник клуба «Тоттенхэм Хотспур», выступающий на правах аренды за «Ноттс Каунти».

## Клубная карьера
Абботт — воспитанник клуба «Тоттенхэм Хотспур». Благодарю выступлениям за команды до 18 и 21 года, и. о. главного тренера Кристиан Стеллини, включил его в заявку на матч против «Борнмута». 28 мая 2023 года в матче против «Лидс Юнайтед» он дебютировал в английской Премьер-лиге.

## Стиль игры
Абботт — универсальный игрок центра поля, преимущественно выходящий на позиции опорного полузащитника. В сезоне 2022/2023 так же дебютировал на позиции правого защитника. Цепкий и скоростной футболист, умеющий владеть мячом и покрывать большие объёмы работы на поле.